# Albany (Georgia)
 Denne artikel omhandler byen Albany (Georgia). Der er også andre byer med dette navn, se Albany.
Albany er en by i den sydvestlige del af staten Georgia i USA med 77.434 indbyggere (2010). Byen ligger ved Flint River og er administrativt centrum i det amerikanske county Dougherty County.
Klimaet i området er karakteriseret ved varme, fugtige somre og generelt milde til kolde vintre, hvilket kategoriseres som et fugtigt subtropisk klima.